# Ева Браун (музичка група)
Ева Браун је српска поп рок група из Бечеја.

## Историја
Групу Ева Браун су 1989. године основали Горан Васовић и Петар Долинка. Њима се касније прикључују Милан Главашки и Љубомир Рајић. Деби албум Прислушкивања појављује се 1992, на тридесетогодишњицу изласка првог сингла Битлса, који су имали велик утицај на стваралаштво групе. Након тога група објављује још шест албума, међу којима и једно издање за америчко тржиште — Nowhere Land, објављено под именом Viva Brown. Посебно место у дискографији бенда заузима албум Pop Music, који оставља неизбрисив траг на музичкој сцени Србије 1990-их година, са хитовима као што су Сасвим обичан дан, Змајеви, 25. август и Бечеј ноћу.
Горан Васовић је у јулу 2021. добио звање почасног грађанина Бечеја. Њему је ово признање припало за вишедеценијски музички рад и за хуманитарне активности.

## Чланови

### Садашњи
- Горан Васовић — вокал, гитара, бас-гитара
- Звонко Стојков — гитара
- Горан Обрадовић [а] — бас-гитара
- Алберт Шерегељ — клавијатуре, пратећи вокали
- Дамјан Дашић  [б]— бубањ, пратећи вокали

### Бивши
- Петар Долинка — вокал, гитара
- Милан Главашки [в] — гитара
- Душан Шеварлић [г] — бас-гитара
- Срђан Љиљак — бубањ
- Саша Џуклевски — гитара
- Горан Саџаков — клавијатуре
- Љубомир Рајић [д] — бубањ

## Дискографија
| - Прислушкивања (1992) - (1995) - (1998) - Еверест (2002) - (2011) - 16.04.1993. (1993) - (1999) - (2000) - — раритети и необјављени снимци 1997—2006 (2008) | - (1994) — Аљаска - Без струје (1994) — Понекад - Ово је земља за нас...?!? (Радио Boom93, 1992—1997) (1997) — песма Сада не знам где сам не знам шта - (1999) — песме Одведи ме из овог града, Прислушкивања и Лавиринт - Корак напред, 2 корака назад (1999) — песма Не дозволи - Сигурно најбољи (2006) — песма - Грување деведесете уживо (2009) — песма Копија - (2011) — песма Окрени мој број - Одведи ме из овог града (2017) — песме Одведи ме из овог града, Лавиринт, Мала продавница ужаса и Сва твоја ћутања |